# Риквер, Александр де
Александр де Риквер-и-Инглада (исп. Alexandre de Riquer i Ynglada, * 3 мая 1856г. Калаф, комарка Анойя; † 13 ноября 1920г. Пальма-де-Мальорка) — каталонский художник, график, иллюстратор, писатель и поэт, граф.

## Жизнь и творчество
Провёл детство в имении родителей близ Калафа. Принадлежал к аристократической фамилии графов де Каса-Давалос. Образование получил в 1864—1867 годах в иезуитском колледже в Манресе. Позднее некоторое время жил с матерью, а затем у отца, как карлист жившем в эмиграции во Франции, в Безье. Здесь Александр оканчивает католическую школу и пишет свои первые картины. В 1873—1874 годы изучает живопись в Школе изящных искусств в Тулузе, но не оканчивает её. В этот период он создаёт свои первые портреты. После объявления амнистии бывшим борцам с правительством Александр вместе с отцом возвращается в апреле 1874 года в Испанию и продолжает свою учёбу в барселонской школе рисунка Escola de La Llotja и делает первые шаги на литературном поприще. Так как семья находилась в тяжелейшем финансовом положении, Александр много работает. С помощью своего друга, писателя и иллюстратора Апеллеса Местрес-и-Оньоса в 1876 году он начинает писать публицистическую прозу. Создаёт также афиши и плакаты, красочные рекламные объявления. В 1879 году художник совершает поездку по Италии, посещает Рим, Пизу, Флоренцию, Венецию и Геную, на обратном пути на родину заезжает в Париж. После возвращения в Барселону работает иллюстратором в местной периодике, в журналах „La Ilustració Catalana“
и „Art i Lletres“. В 1881 году Александр снова в Италии, где входит в группу живущих здесь испанских художников.
В 1885 году Александр де Риквер вступает в брак с Долорес Палау Гонсалес де Квихано, происходившей из знатной семьи. В последующие 13 лет у Александра и Долорес родились 9 детей, трое из которых скончались в младенчестве. В 1899 году Долорес умирает, и художник с головой уходит в творчество. В 1880-е годы он в основном известен как иллюстратор литературы. В 1889 году Александр де Риквер посещает парижскую Всемирную выставку и открывает там для себя картины английских прерафаэлитов. В 1893 году становится соучредителем художественной группы «Сант-Лук» (кат. Sant Lluc, св. Луки. покровителя живописцев). В 1894 году художник приезжает в Лондон и знакомится там с плакатным искусством в стиле модерн. а также с лондонским собранием японского искусства.
В 1911 году Александр де Ривер женится вторично на Маргерите Лаборд (1880—1973), французской писательнице, известной под псевдонимом «Андре Беарн»: в этом браке родился сын, Жан де Риквер (1912—1993), также художник и график. В 1917 году Александр переезжает жить на Мальорку, много рисует — преимущественно пейзажи, и по прошествии трёх лет умирает.

## Галерея

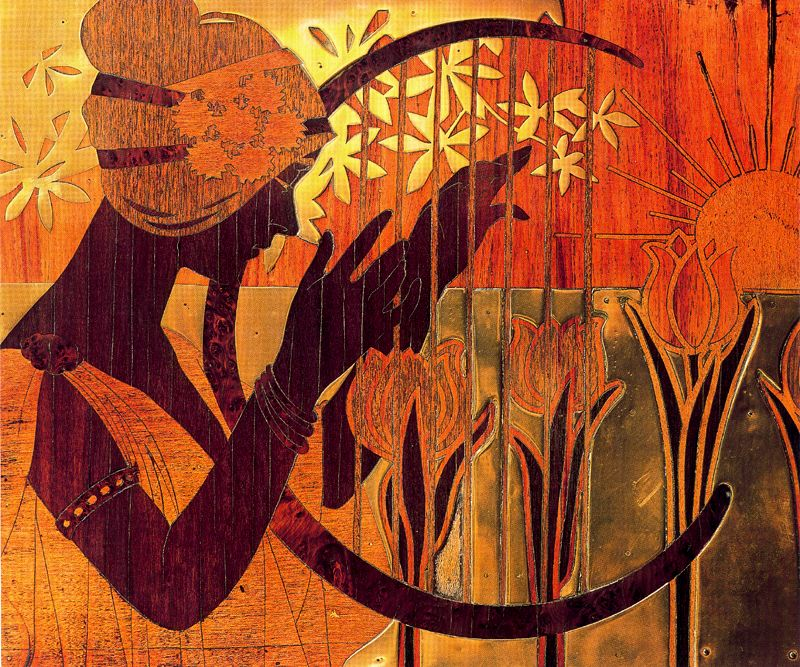
Декоративная живопись в Гран-театре, Барселона (1900)
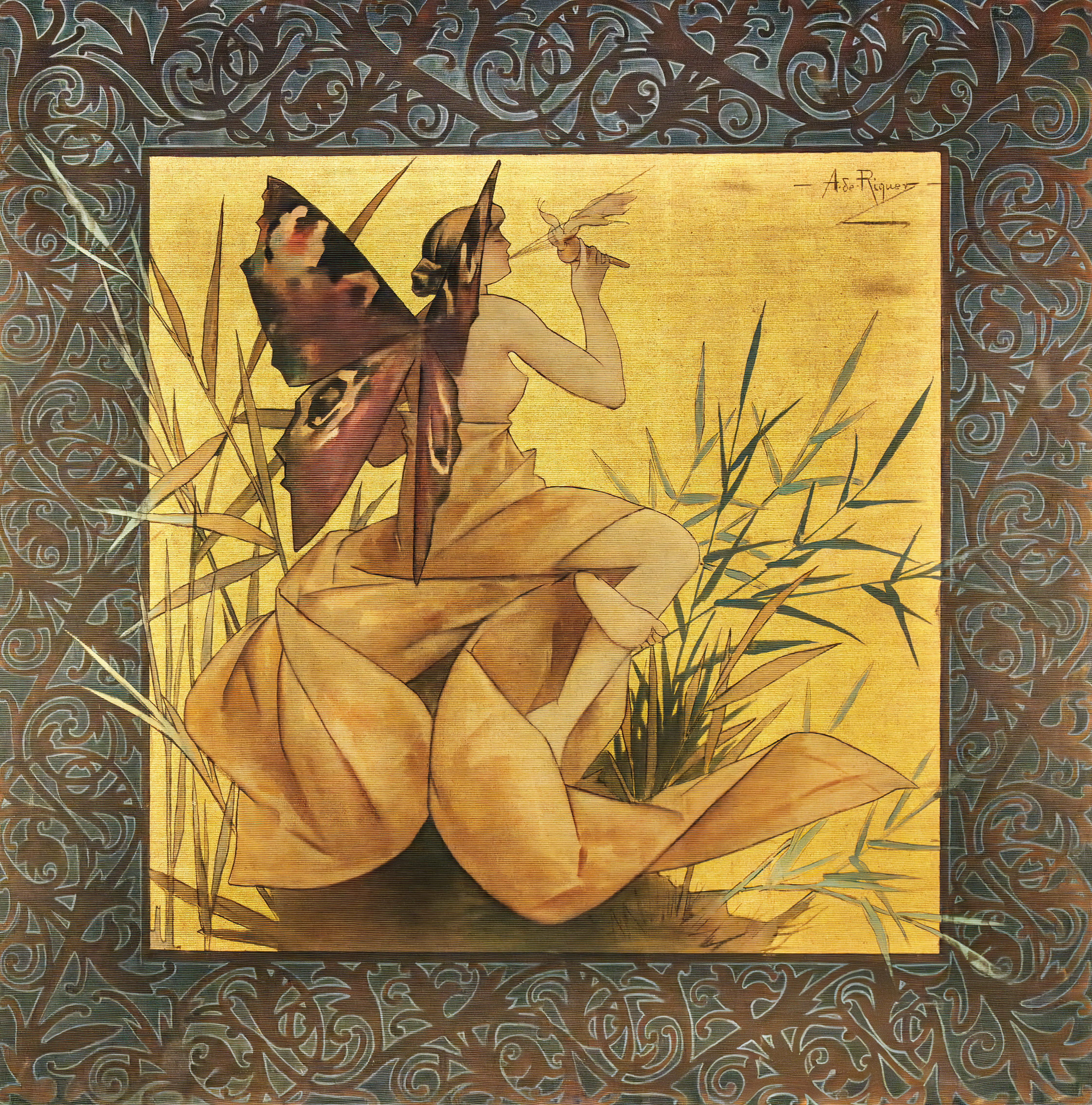
Композиция с крылатой нимфой
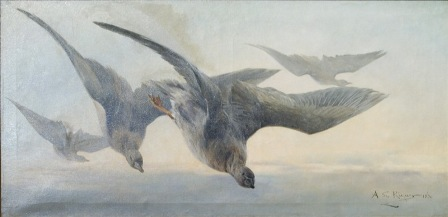
«Утки»
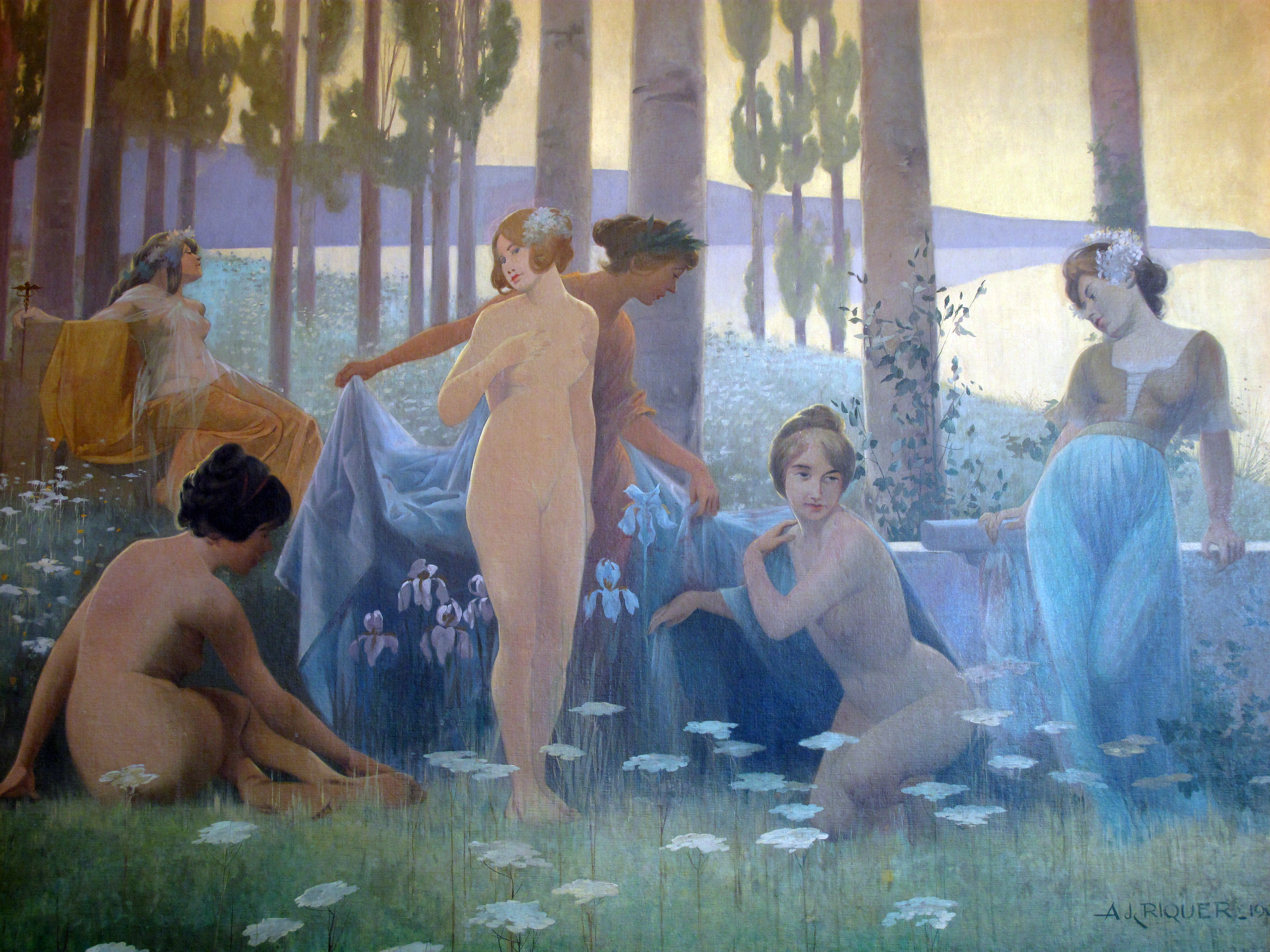
Настенная живопись в Каса-Алегре де Сагрера, в Террасе
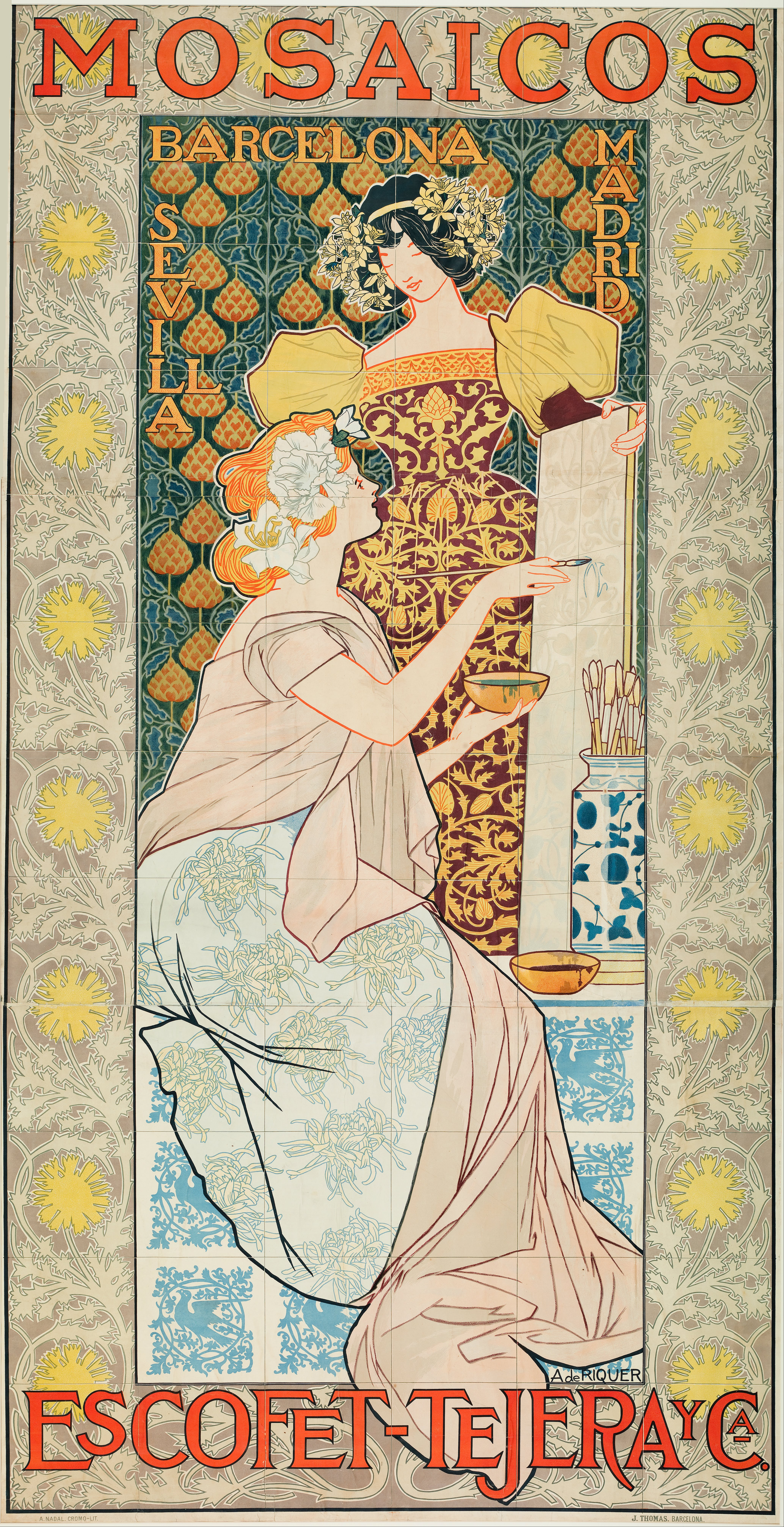
Мозаика «Эскофет и Техера» (1903)
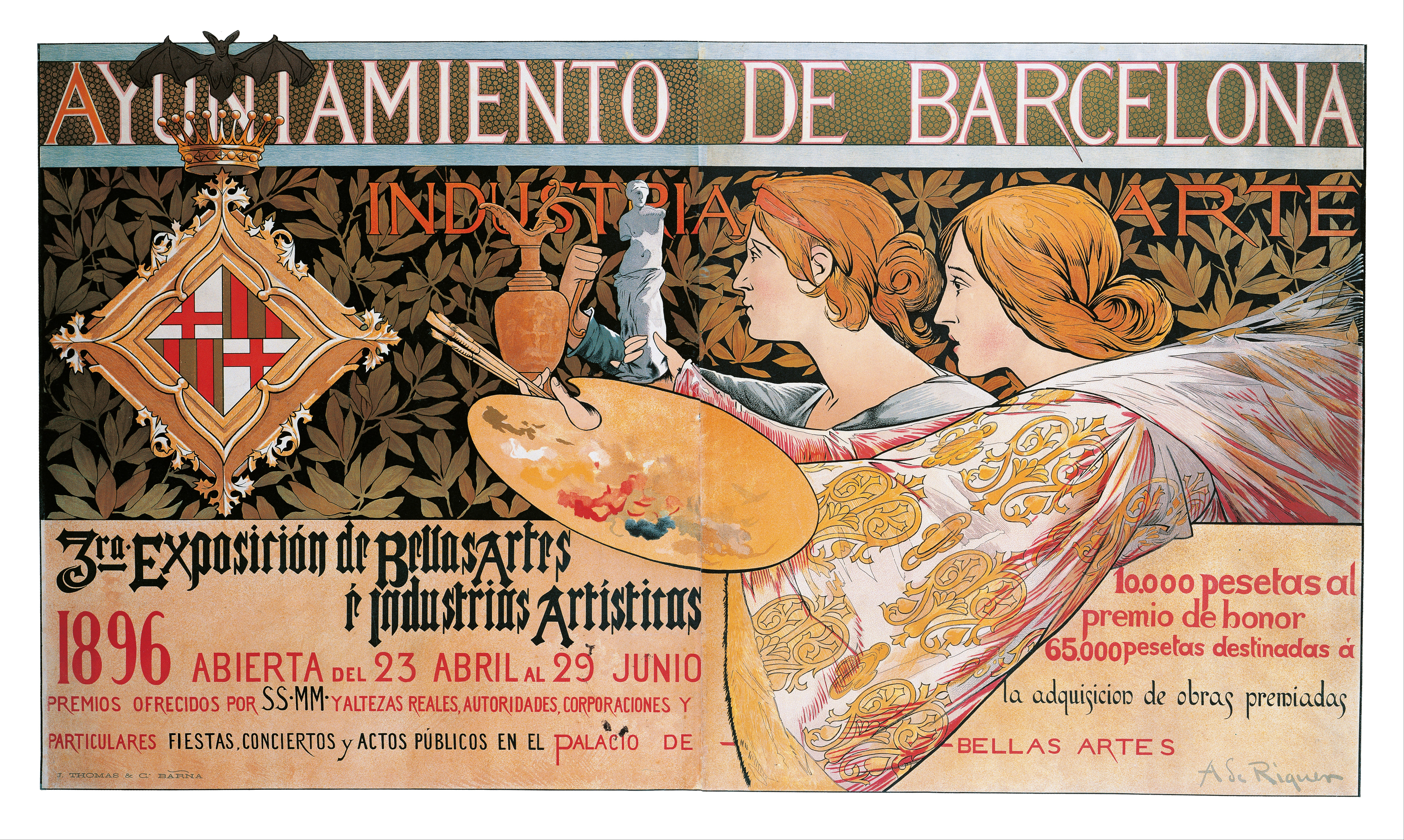
Плакат к Третей художественной выставке в Барселоне (1896)

## Дополнения
- Биография на Gaudi all Gaudi